# Juan de Zurbarán
Juan de Zurbarán (Llerena, Badajoz, 1620 -Sevilla, 1649) va ser un pintor barroc espanyol. Fill de Francisco de Zurbarán, es va formar al taller que el seu pare posseïa a Sevilla, amb qui és molt probable que col·laborés en diferents pintures, entre elles la cèlebre Natura morta amb gerra i tasses, com sostenen alguns autors.
El 1641 es casà amb Mariana de Cuadros, filla d'un ric comerciant, que moriria poc després.
La seva carrera es va veure truncada per la seva primerenca mort, quan tenia 29 anys. Va contraure la pesta durant l'epidèmia que va assolar Sevilla el 1649 i va perdre la vida juntament amb diversos dels seus germans.

## Obra
La seva activitat pictòrica es va centrar en el bodegó, gènere del que és considerat com un dels màxims representants del Segle d'Or espanyol. A aquest eix temàtic pertany Plat de raïms, entre altres quadres.
La influència paterna està patent en la seva obra, encara que també conflueixen influències holandeses, llombardes i napolitanes.
Al Museu Nacional d'Art de Catalunya es poden veure les seves obres Bodegó amb cistella de pomes, codonys i granades i Plat amb codonys, raïms, figues i prunes.